# Arco (arma)

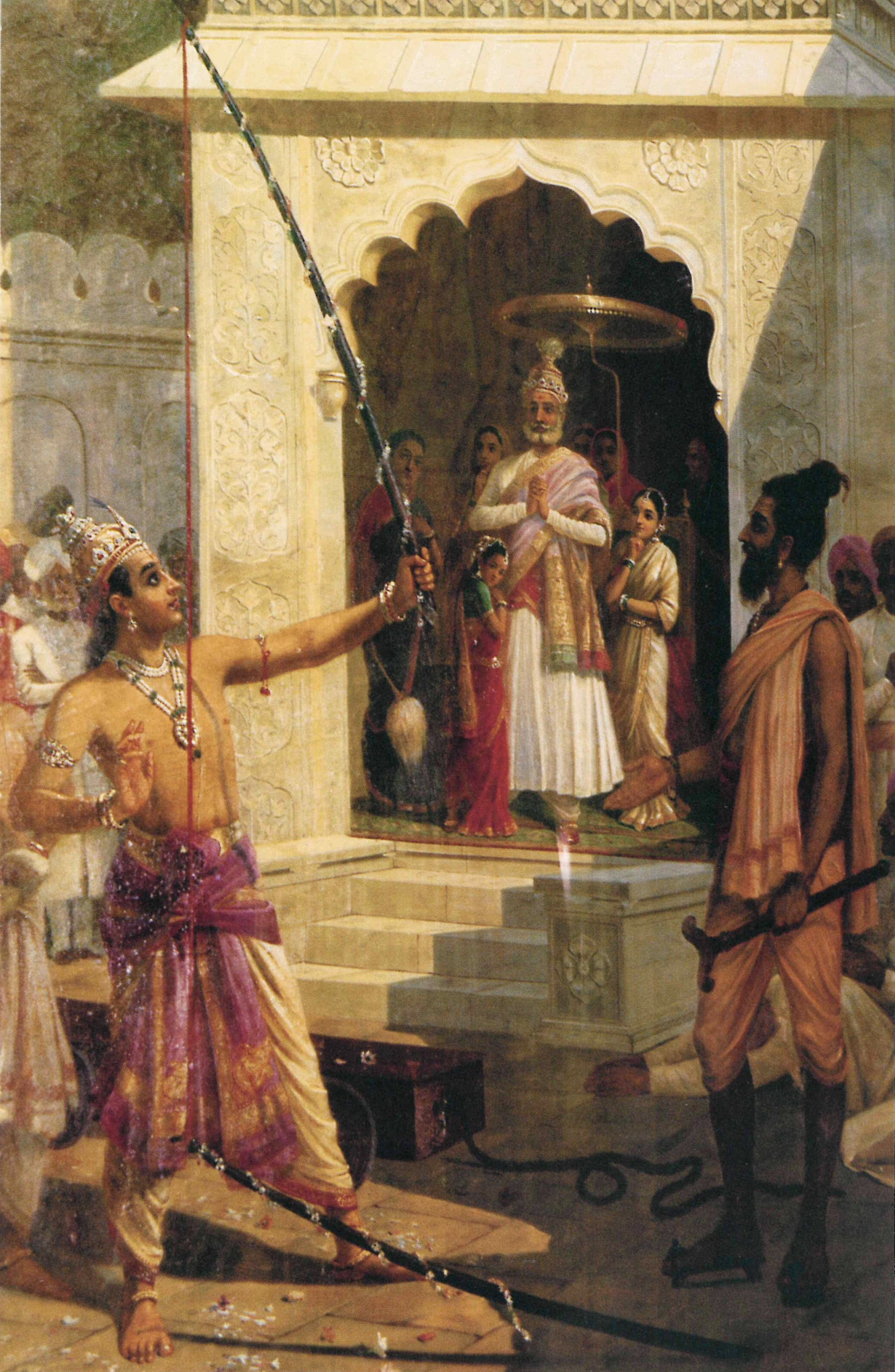
Rama quebrando o arco de Xiva

O arco é uma arma impulsora que se usa para disparar flechas sobre qualquer alvo distante. O arco pode ser formado por uma única peça de madeira, que pode ser tão alta quanto a estatura do atirador, como o arco longo, ou várias peças recurvadas que aumentam a potência do arco, como o arco composto moderno, ou arcos tradicionais de osso ou madeira, como o turco e o japonês.
O arco funciona alongando uma corda nos membros, que pode ser de fibra vegetal ou animal nos arcos tradicionais, ou sintéticas no moderno. A potência do tiro de um arco se pode ser regulada dentro de certos limites, ajustando a tensão da corda. A arqueria é um esporte olímpico, embora também se pratiquem modalidades esportivas não olímpicas que utilizam réplicas dos arcos tradicionais. Os arcos podem ter um alcance mortal de 40 a 100 metros. No caso do arco longo, até 400 metros de alcance. Uma variante do arco é a besta, que foi muito usada por mercenários genoveses na Idade Média e parte da Idade Moderna.

## História
O arco feito de madeira vem sendo usado por milhares de anos para a caça e para a guerra, seja pelos núbios (tribos nativas africanas), tribos nativo-americanas, como os cherokees, os Bari, (tribos africanas, como os Bassa), os europeus, entre outros, desde o período mesolítico. Como arma de caça, é simples, confiável e capaz de abater um animal tão grande como o elefante africano. Como uma arma de guerra, o arco contribuiu enormemente em diversas culturas. Os núbios eram famosos pela sua destreza com seus arcos, sendo conhecidos por sua habilidade de acertar no olho do seu inimigo durante suas batalhas. No Japão antigo, os arcos característicos seriam os fabricados de bambu e de madeira, conhecidos como youmi, sendo decisivos para a guerra a cavalo entre samurais.
Na Idade Média européia, os arqueiros ingleses eram célebres por sua destreza no uso do arco longo para a guerra, utilizando-os com grande eficácia na guerra dos cem anos (especialmente em batalhas como Crecy, Azincourt e Poitiers).
As armas de fogo deixaram o arco obsoleto perante a guerra, proporcionando a seus usuários um maior alcance, potência e a inestimável qualidade de atravessar armaduras dos cavaleiros medievais.
Apesar disso, os arcos feitos de madeira ou compostos de fibra de vidro seguem sendo usados por arqueiros tradicionais e em algumas associações para o esporte e a caça.

## Tipos de arco

### Arco huno

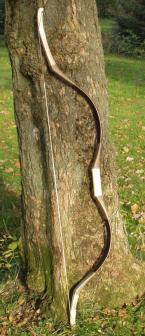
Arco Huno

O arco huno é assimétrico, inteiriço, compósito e curvado. Foi inventado na Ásia Central e levado a Europa pela primeira vez pelos Hunos.
Sua forma assimétrica o permitiu ser incrementado em tamanho sem restringir sua praticidade perante a montaria. A parte inferior teve que ser mais estreita para facilitar o movimento da espada e aderiu ao colo do cavalo, mas a parte superior não é tão estreita e pode ser mais larga. O resultado foi um arco mais forte e com maior alcance que o das tribos germânicas da Europa. Basicamente, os arqueiros hunos podiam derrubar seus inimigos antes que estes pudessem usar seus arcos. A assimetria, sem impedimento, conduziu o arco a uma melhor exatidão.
O respeito que os godos tinham pelo arco huno foi passado oralmente durante um milênio entre as tribos germânicas e chega até nós pela saga escandinava Hervarar. O lendário rei godo Gizur abordava os hunos dessa maneira:
Eigi gera Húnar oss felmtraða né hornbogar yðrir ("Não tememos, nem aos Hunos, nem seus arcos curvados").

### Arco húngaro
O arco húngaro, é uma melhora do arco huno, simétrico, inteiriço, compósito e curvado. Foi inventado na Ásia Central.
Eles melhoraram o arco huno alargando sua parte inferior até que ambas metades fossem de igual tamanho. Essa simetria aumentou tanto seu alcance como sua precisão. Se o arqueiro usava o arco húngaro e montava, ele necessitava se levantar sobre o cavalo, uma ação que foi impossível até a invenção do estribo.

### Arco persa-parta
O arco persa-parta é um arco inteiriço simétrico curvado feito do corno do íbex-dos-alpes, (ou para arcos de baixa qualidade, de boi) e também de gazela, cervo, ou tendões de boi, e em geral mesclado com um tipo de adesivo. Estes arcos são submetidos a uma grande tensão e as palas deste se entrecruzam. O arco, uma vez terminado, é coberto de couro fino ou, em alguns casos, de pele de tubarão e depois o isolam da umidade. Tradicionalmente, os tendões de boi são considerados inferiores aos tendões de gamos.
Os arcos persa-parto estiveram em uso até 1820, na pérsia (atual Irã). A partir daí foram substituídos pelos mosquetes. A tecnologia na fabricação de arcos melhorou, mas o fundamental se manteve durante séculos.
Os iranianos que emigraram da Ásia Central e sul da Europa e se fixaram no Irã atual, levaram consigo o tiro com arco a cavalo e melhoraram os arcos compostos no oriente médio. Nômades como os citas, e os sármatas foram arqueiros consumados. Os partos, originados de uma tribo cita, eram arqueiros a cavalo célebres. Usando arcos Persa-Partas, os partos infligiram várias derrotas devastadoras aos Romanos. A batalha de Carras é provavelmente a primeira vitória decisiva de arqueiros a cavalo armados com arcos persa-parta sobre uma infantaria pesada.

### Arco mongol

Fig.1 Puxada Estilo Mediterraneo
Fig.2 Puxada Estilo Pinça
Fig.3 Puxada Estilo Mongól

O arco mongol é o modelo que faz referência ao típico arco curvado asiático, fabricado como um arco inteiriço, com o corno de um íbex (de acordo com a tradição), de búfalo de água, tendões, e bambu. A principal diferença técnica para distinguir um Arco Mongol de um Arco Húngaro é a presença de uma corda sujeita a um acessório de corno ou madeira, que mantinha a corda um pouco mais distante dos braços do arco. Este acessório, como se diz, ajudava o arqueiro com uma vantagem mecânica ao final da contração, o dava um estalo, suplementava-o porque acelerava a corda depois de sua liberação.
A tradição mongol da arqueria é testemunhada por uma inscrição em pedra que foi encontrada a cerca de Nerchinsk, na Sibéria: "enquanto Gengis Khan mantinha uma reunião com dignitários mongóis, dispunha de suas conquista em Sartaul. Esungge (sobrinho de Khan) disparou a uma distancia de 536 metros".

### Arco coreano
O arco coreano é muito potente, e seus usuários podem disparar a uma grande distância. Isso é possível porque, provavelmente, os coreanos passaram muito tempo aperfeiçoando-os devido a sua carência de fuzis e outras armas de fogo. Um sukgung pode atirar a 600 metros. O tiro com arco foi praticado com grande dedicação na Coréia e muitos jovens deviam passar seu tempo livre praticando. Em uma competição, um homem dispara uma flecha a uma distância de 1073 metros.

### Arco curto
O arco curto é um arco construído de madeira como o teixo, o freixo e o ulmeiro. Preferencialmente usado para a caça e o esporte, mas em vários ocasiões, os camponeses e os exércitos sem grandes condições financeiras os utilizavam em rixas, escaramuças e emboscadas. Media em torno de 1,20 m a 1,50 m de altura, podia ser usado facilmente por homens e com alguma dificuldade por mulheres e crianças. O arco curto era usado a pé e montado a cavalo, no ataque e defesa de muralhas de fortificações e castelos, em densas florestas para a caça. Seu pequeno tamanho permite uma melhor manobrabilidade em locais fechados.  Durante o período medieval, ao lado do arco longo e da besta, os germânicos, os escandinavos e os normandos se caracterizavam pelo uso eficaz do arco curto para a caça, o esporte e a guerra.

### Arco longo

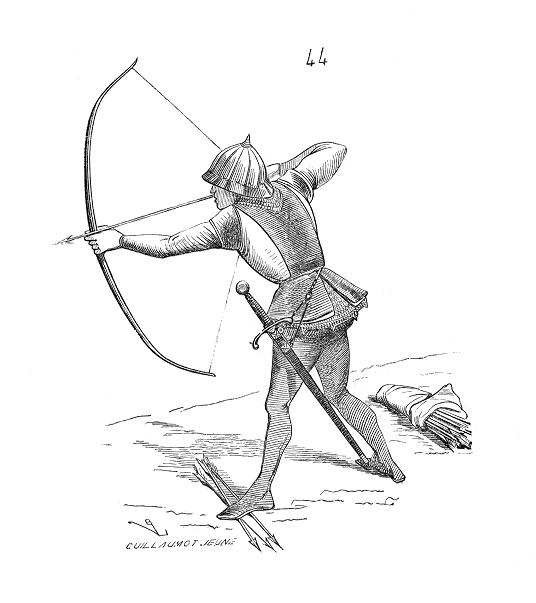
Arqueiro inglês com um arco longo inglês.

O arco longo é um arco grande, e em geral feito de diversas madeiras como o carvalho, o teixo, o freixo e o ulmeiro, que dispara a uma grande distância: um arco que era construído para ser tão alto quanto o arqueiro que o levava. O exemplo mais famoso é o arco longo inglês (ou galês), e utilizado pelos exércitos ingleses com uma grande eficácia na guerra dos cem anos. À curta distância, o arco podia ser apontado diretamente a um alvo concreto, e era capaz de penetrar uma cota de malha ou uma armadura de placas leve. Para maiores distâncias os arqueiros soltavam para o alto os projéteis que faziam uma trajetória curva até as formações inimigas, fazendo do arco longo, em alguns aspectos, algo semelhante à artilharia da era moderna. As flechas do arco longo perdiam força de penetração sendo usadas dessa maneira, efetivas apenas contra soldados sem armadura, mas existem relatos de cavaleiros montados cujas coxas foram atravessadas por flechas.
Esse tipo de arco foi usado até a época da guerra civil inglesa, mas foi substituído em muitos casos pelo mosquete, sobretudo devido aos longo e complicado treinamento necessário para se atirar com o arco longo, mesmo que o arco tivesse uma capacidade de obter altas taxas de disparo, de 5 a 10 flechas para apenas 1 tiro de mosquete durante um mesmo período. O arco, nas mãos de um arqueiro experiente, era também sem dúvida muito mais preciso que o mosquete, e tinha um alcance maior. O mosquete, como a besta, podia ser utilizado relativamente com pouco treinamento e tinha a vantagem psicológica de produzir fogo, fumaça e estrondos em abundância quando disparado, além de sua força ser muito mais alta, sendo capaz de penetrar armaduras pesadas.

### Arco plano
O arco plano ou arco chato, frequentemente chamado de flatbow pelo seu nome em inglês, é um arco não reforçado, feito de madeira, como o freixo, a nogueira e o carvalho. Seu nome é devido ao fato de seus membros serem planos em vez de curvados. O arco plano comum é feito de álamo branco, semelhante ao freixo com as palas de uns 5 centímetros de grossura, afunilando-se a 1 centímetro com o ponto de união da corda com a pala. Fabrica-se com aproximadamente 1,67 metros de largura e de forma elíptica, com um ótimo potencial de tensão. Este é um grande projeto para um arco, pois permite que qualquer usuário elaborar com um arco a um custo mais baixo, como o freixo ou ulmeiro são baratos, enquanto o teixo, por exemplo, é mais caro.

### Arco recurvo
Os arcos recurvos ou arcos recurvados são os arcos que se caracterizam porque suas lâminas estão curvadas para frente em suas extremidades. São, junto com os arcos de polias, os mais utilizados no tiro com arco esportivo. Os arcos recurvos mais simples são os ideais para os que desejam iniciar-se neste deporte, já que suas lâminas são muito resistentes e sua corda se estira com pouco esforço, o que permite disparar com mais facilidade porém com menos potência. Os arcos recurvos mais modernos se usam nas competições, e são os únicos que se utilizam nos  Jogos Olímpicos, por isso que frequentemente são conhecido como arcos olímpicos. Pode falar por tanto de arco recurvado moderno (utilizando materiais como metais leves, fibra de carbono o de vidro, etc.) ou de recurvado tradicional (integramente feitos de diversas madeiras).

### Besta

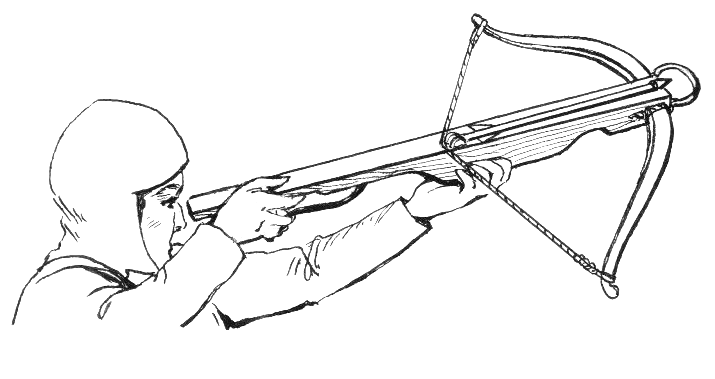
Besta.

Besta é um arco mecânico cujas lâminas são apoiadas em um suporte de madeira paralelo à flecha. O mesmo suporte ajuda a reter a corda tensionada com a flecha, até o momento do disparo. Quando o disparador é acionado, o suporte libera a corda do arco. A besta permite a um atirador um disparo mais potente do que teria com um arco comum, uma vez que seu tensionamento não depende da capacidade física do atirador.

### Arco laminado
Um arco laminado pode ser feito de diferentes materiais laminados em conjunto para, em geral, submetê-los a uma tensão maior.
Os arcos hunos e húngaros usam o corno ou o crifre no seu reverso e o tendão por cima deste. São arcos curvados com as lâminas dobradas sobre si mesmas levando a uma enorme potência comparativamente ao seu tamanho.
O  arco longo inglês tem uma composição natural de malha e durâmen. O durâmen está no interior do arco e oferece resistência a compressão e a malha se encontra no exterior e proporciona elasticidade.
Os arcos compostos modernos podem ser feitos de madeira, plástico e fibra de vidro. Estes materiais são pouco afetados pela mudança de temperatura e umidade.

### Balista
Uma balista se assemelha a uma besta de grande tamanho, mas usa a torção em lugar da elasticidade para lançar projéteis. Foi usada como arma de cerco e é muito eficaz porque só requer a ajuda de um homem, disparando grandes setas e lançando pedras.

### Arco compósito
Um arco compósito é um arco tradicional construído de madeira, osso ou chifre, e tendões de animais. Uma das armas mais influentes de todos os tempos, tendo um impacto profundo na história humana. Um projeto antigo, emergindo da Ásia Central no segundo milênio antes de Cristo, o arco compósito veio a ser adotado por uma incrível variedade de culturas, povos indígenas nômades, como os hunos, turcos e mongóis, de impérios poderosos, como romanos, bizantinos, persas, muçulmanos e chineses. Oferecendo uma combinação letal de alta potência e tamanho pequeno, a portabilidade do arco compósito tornou uma arma ideal de cavalaria, embora também foi usada pela infantaria em batalha em campo aberto e como uma arma de cerco ofensiva e defensiva.

### Arco composto
Um arco composto é um arco moderno que tem polias ou discos nos extremos dos membros pelos quais passa a corda. Como o arco se estica com a ajuda das polias, em sua vez, reduz a quantidade de força necessária para esticar a corda por completo. São pouco afetados pelas mudanças de temperatura e umidade e proporcionam uma maior precisão, aceleração, e alcance em comparação com o arco longo. A diferença dos arcos convencionais que em geral são feitos de madeira ou de madeira laminada com outros materiais, os arcos de polias são fabricados apenas em alumínio e materiais compostos. Foram primeiro patenteados por Holless Wilbur Allen nos EUA nos anos 1960 e vêem fazendo cada vez mais sucesso.
Com uma única corda convencional, conforme esta é estendida a tensão vai aumentando, fazendo com que o arco deva ser apontado e liberado rapidamente, a corda se acelera rapidamente e diminui a velocidade até o ponto de origem, existem vantagens mecânicas para as polias:
- Ao se puxar a corda ao máximo do que se pode esticar, as polias diminuem a tensão inicial e desse modo facilitam a mira.
- As polias permitem ao arqueiro esticar as cordas ao máximo com uma maior potência que outros arcos que exigiriam uma maior força.
- A corda segue acelerando a flecha desde sua liberação até seu ponto de origem, conseguindo mais força e portanto mais velocidade.

Os arqueiros nas competições de arqueria de hoje em dia se valem, em geral, de uma ajuda ao descarregar a corda estável. Esta ajuda fixa a corda do arco em um ponto e permite ao arqueiro liberar a corda com uma pulsação do mecanismo.

### Arbalesta
Uma arbalesta ou arbalista é uma evolução da besta medieval, descrita como uma balestra grande e pesada com uma grande força e o arco construído de aço, no lugar de um arco de madeira ou de um arco composto (um arco laminado construído de madeira, osso ou chifre, e tendões de animais). Os hussitas eram famosos pelos seus besteiros dotados de arbalestas.

### Yumi

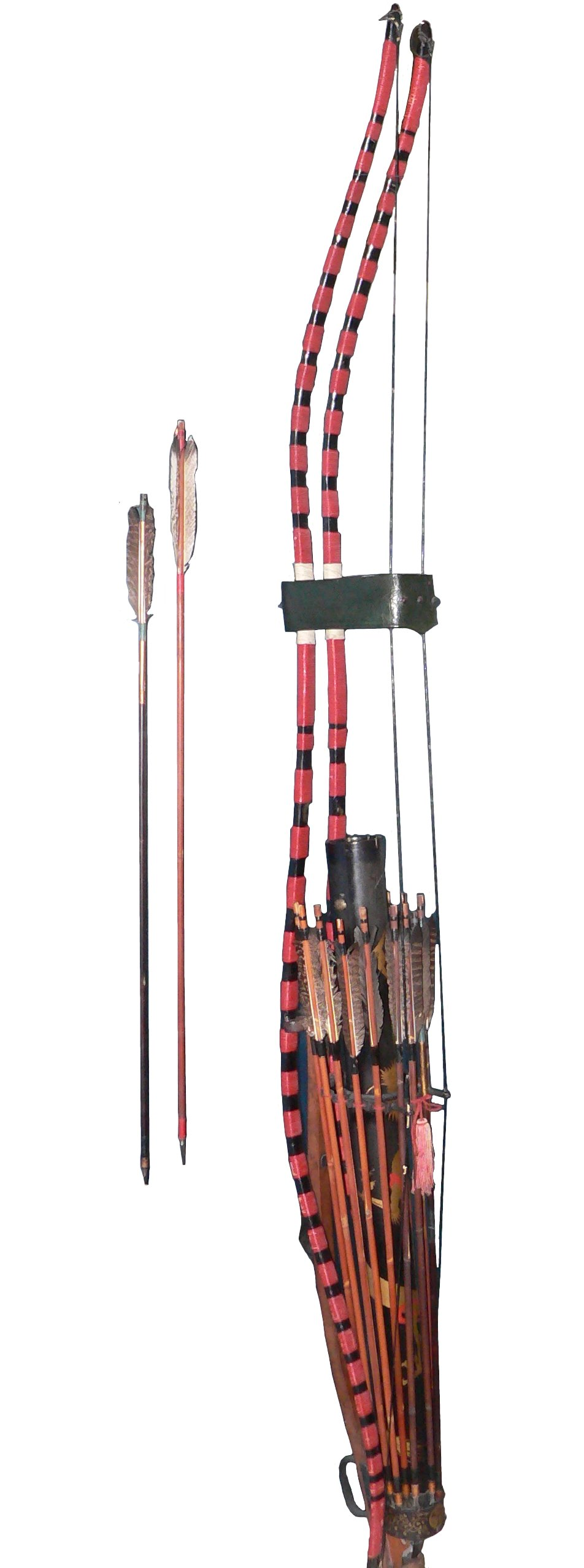
Flechas japonesas (ya) ao lados de dois arcos Yumi.

Yumi é como são chamados os diferentes tipos de arcos japoneses (como o Daikyu que media em torno de 2,20 metros, um arco longo, e o Hankyu, medindo aproximadamente 1,5 metros, um arco curto) utilizados no Kyudo, Kyujutsu, Kyubado e Yabusame. Os arcos tradicionais são feitos de madeira, bambu e couro, e seu processo de fabricação é muito interessante. Consiste em duas lâminas de bambu coladas com pressão em torno de tiras de couro e de madeira, curvado de uma forma específica para obter sua curvatura única e assimétrica, variando sua potência conforme desejada. Alguns arcos são pintados e laqueados em diferentes cores e adornados com amarras servem para dar maior pressão ao arco. Atualmente alguns arcos são feitos de materiais sintéticos como fibra de vidro e de carbono.